# Historia mniejszości polskiej na Łotwie
Historia mniejszości polskiej na Łotwie

## Polacy w niepodległej Łotwie: 1919-40

### Liczebność i rozmieszczenie
Pod względem liczebności Polacy stanowili w 1919 czwartą mniejszość narodową na Łotwie (po Rosjanach, Żydach i Niemcach). W 1930 ich liczba wynosiła ponad 59 tys. mieszkańców, na przełomie 1939/40 Łotwę zamieszkiwało zaś 100 tys. Polaków (nie wszyscy mieli jednak obywatelstwo: głównie uchodźcy lub imigranci z Kresów Wschodnich).
Według łotewskich spisów narodowych Polacy stanowili przez całe dwudziestolecie od 2 do 3% ludności kraju. Koncentrowali się głównie na terenie kurlandzkiego powiatu Iłukszta, o który do 1920 toczył się polsko-łotewski spór państwowy (ok. 9 tys.), Inflant Polskich (ponad 1/4 mieszkańców Dyneburga i Krasławia stanowili Polacy) i stołecznej Rygi (16,5 tys. mieszkańców i 4,4% ludności w 1930).

### Struktura
6 sierpnia 1922 powstał w Dyneburgu Związek Polaków w Łotwie, który istniał przez dziewięć lat. Został zawieszony jesienią 1931 na fali pogorszenia się stosunków z rządem w Rydze, choć zaprzestanie działalności władze tłumaczyły kwestiami formalnymi. Likwidacji uległo też 6 polskich szkół w powiecie Iłukszty, gazeta "Dzwon" oraz Polski Związek Młodzieży Katolickiej na Łotwie. 
Dopiero interwencja polskiego rządu w 1932 doprowadziła do reaktywowania organizacji, tym razem pod nazwą Polski Związek Narodowy, który jako organizacja polityczna istniał do 1934. Liczył on ponad 2,5 tys. członków, dysponował wieloma nieruchomościami na terenie Łatgalii oraz prowadził kilka szkół polskich. Utrzymywał stały kontakt z rządem polskim.
Po przewrocie Ulmanisa w 1934 działalność polityczna Polonii łotewskiej osłabła, nasiliła się polityka łotyszyzacji mniejszości narodowych, jednak podstawowe prawa Polacy zachowali aż do 1940.

### Prasa
Na jesieni 1922 środowiska polskie rozpoczęły wydawanie w Rydze tygodnika "Głos Polski", który w 1925 przekształcono w "Tygodnik Polski", ukazujący się do 1928 w Dyneburgu. Z polskich czasopism ukazywały się również: "Dzwon" (1928–1931), "Nasz głos" (1931–1934), "Nasze Życie" (1934–1940) oraz "Polak-katolik" (1934–1936).
Od 1936 do 1940 corocznie ukazywał się w Dyneburgu kalendarz polski.

### Działalność polityczna
W Sejmie Ustawodawczym 1920 Polaków reprezentował adwokat Jan Wierzbicki. Na tak słabą reprezentację (np. Niemcy mieli w parlamencie 6 posłów) wpłynął fakt bojkotu przez środowiska polskie wyborów w okręgu Iłukszty, który zamieszkiwało 10 tys. Polaków – polskiego przedstawiciela aż do 1925 miał jedynie Dyneburg.
W wyborach do Sejmu II kadencji w 1925 Polacy głosowali już w całej Łotwie, jednak udało się zdobyć tylko dwa mandaty: poza Janem Wierzbickim posłem został Jarosław Wilpiszewski (szef Związku Polaków na Łotwie i wójt gminy Pildas w Kurlandii).
W 1927 Wilpiszewski został członkiem rady nadzorczej Łotewskiego Banku Ziemi, jako pierwszy reprezentant mniejszości narodowej Łotwy, w 1928 mianowano Jana Wierzbickiego wiceministrem spraw wewnętrznych w rządzie Peterisa Juraszevskisa.
W Sejmie III kadencji (1928–1931) Polaków reprezentowali ci sami przedstawiciele, w 1931 Wilpiszewskiego zastąpił Władysław Łapiński. Swoich przedstawicieli w sejmie mniejszość polska miała aż do przewrotu państwowego w 1934.

### Sprawy społeczne
O ile liczba Polaków na terenie Łotwy (nawet w Łatgalii) nie była imponująca, to aż do początków niepodległego państwa łotewskiego w ich rękach znajdowała się znaczna część majątków ziemskich. Znane rody polskie (Platerowie, Borchowie, Manteufflowie) posiadali we wschodniej Łotwie aż 130 wielkich latyfundiów o łącznej powierzchni 350 tys. hektarów. Władze łotewskie dokonały wywłaszczenia Polaków, jednak w przeciwieństwie do obszarników niemieckich, otrzymali oni w 1929 rekompensatę finansową.

## Łotwa radziecka (1940-91)
Początkowo radziecka polityka wobec Polaków charakteryzowała się pewnym liberalizmem: mimo likwidacji polskich organizacji w czerwcu 1940 utrzymano polskojęzyczne szkolnictwo (otworzono nawet jedną dodatkową szkołę w Dyneburgu). Powoli jednak zaczęto demontować całą infrastrukturę społeczną mniejszości: przestała się ukazywać polska prasa (zastąpiono ją "Nowymi Widnokręgami"), podjęto radykalną walkę z kościołem katolickim oraz polskim ziemiaństwem.
Po 1944 pewna część Polaków z Łotwy (mimo formalnego zakazu) opuściła te ziemie i repatriowała się do Polski. Ci, co pozostali na miejscu praktycznie pozbawieni zostali oparcia w życiu społecznym. Dotkliwe straty żywioł polski poniósł w wyniku tzw. akcji rozkułaczania, gdy opornych chłopów i ziemian wywożono na Sybir albo do Kazachstanu. Oblicza się, że w ten sposób liczba Polaków na Łotwie zmalała o kilkanaście tysięcy.
Łotewscy Polacy zamieszkiwali głównie tereny Inflant Polskich, wschodniej Semigalii i stołeczną Rygę. Do ich największych skupisk należały: Dyneburg, Rzeżyca, Iłukszta, Lucyn, Prele i Krasław. Na miejsce rodaków wywiezionych w głąb Rosji albo repatriowanych do Polski napływali Polacy z Białorusi i Litwy w poszukiwaniu lepszej pracy, jednak szybko się rusyfikowali w nowym środowisku.
W 1948 ostatecznej likwidacji uległo szkolnictwo polskie: zamknięto nawet gimnazjum w Dyneburgu. Po 1950 sukcesywnie spadała liczba Polaków władających rodzimym językiem: w 1970 do jego znajmości przyznawał się jedynie co trzeci Polak (w 1980 roku co piąty). Ostoją polszczyzny stał się kościół katolicki (szczególnie w Łatgalii), w języku polskim odbywały się zajęcia w ryskim Seminarium Duchownym.

### Liberalizacja po 1976. Pieriestrojka i odrodzenie Łotwy
W 1978 roku powstał w Rydze Klub Kultury Polskiej „Polonez” przy Domu Kultury Budowniczych w Rydze, który popularyzował polskie filmy, piosenki i literaturę, jednak w zgodzie z oficjalnym duchem socjalistycznym. Był w tym okresie jedyną organizację skupiająca Polaków na Łotwie. Założycielami byli Vanda Puķe i Boleslaw Gołubiec. Przy nim działał chór Polonez, którego organizatorem i dyrygentem był działacz polonijny Edward Fiskowicz. 
Sytuacja Polaków na Łotwie zaczęła się poprawiać dopiero po dojściu do władzy Gorbaczowa oraz powstaniu Łotewskiego Frontu Narodowego. W 1988 w Dyneburgu powołano polską organizację "Promień", której szefem został Henryk Świrkowski. W tym samym roku założono w Rydze Towarzystwo Społeczno-Kulturalne Polaków na Łotwie, jego prezesem została Ita Kozakiewicz.
W 1990 reaktywowano Związek Polaków na Łotwie. Ita Kozakiewicz zmarła w 1990. Od 2000 do 2012 przewodniczącą Związku była Wanda Krukowska.